# UTV True Games
Pour les articles homonymes, voir UTV.
 (août 2020).
UTV True Games, anciennement True Games Interactive est une entreprise américaine d'édition de jeu vidéo fondée en janvier 2008 en Californie dans le Comté d'Orange. Durant l'été 2012, Disney finalise son acquisition d'UTV et fin août Indiagames est rattachée à la filiale Disney UTV Digital.

## Historique
Le 18 août 2008, UTV Software Communications au travers de sa filiale de UTV Interactive, achète 80 % des parts de True Games Interactive. La transaction s'achève le 10 septembre 2008. En mai 2010, Disney détenait plus de 50 % d'UTV ainsi que plusieurs de ses filiales. 
Le 24 mai 2010, UTV annonce le renommage du studio en UTV True Games. 
Le 6 janvier 2011, à la suite du problème légal avec l'éditeur Petroglyph responsable de Mytheon repoussé depuis novembre 2009, UTV annonce que le studio interne basé à Pékin reprend le développement du jeu à partir des retours de la beta. Le 31 mars 2011, UTV annonce détenir 95 % d'UTV True Games.

## Jeux
- Warrior Epic
- Mytheon